# Andreï Kirillov
Pour les articles homonymes, voir Kirillov.
Andreï Aleksandrovitch Kirillov (en russe : Андрей Александрович Кириллов ; né en 1967) est un ancien fondeur russe.

## Palmarès

### Championnats du monde
- Championnats du monde de 1993 à Falun  Suède:
  -  Médaille de bronze en relais 4 × 10 km